# Daniel Bertoni
Daniel Bertoni (14 de març de 1955) és un exfutbolista argentí.

## Selecció de l'Argentina
Va formar part de l'equip argentí a la Copa del Món de 1978.